# أوشر دافيدا
أوشر دافيدا (بالعبرية: אושר דוידה‏) هو لاعب كرة قدم إسرائيلي في مركز نصف الجناح، ولد في 18 فبراير 2001 في أسدود في إسرائيل.

## وصلات خارجية
- أوشر دافيدا على موقع الاتحاد الأوربي (الإنجليزية)
- أوشر دافيدا على موقع إي إس بي إن إف سي (الإنجليزية)
- أوشر دافيدا على موقع قاعدة بيانات كرة القدم.إي يو (الإنجليزية)
- أوشر دافيدا على موقع Soccerbase.com (لاعب) (الإنجليزية)
- أوشر دافيدا على موقع Soccerway.com (الإنجليزية)
- أوشر دافيدا على موقع عالم كرة القدم.نت (الإنجليزية)